# Anna Muzîciuc
Anna Olehivna Muzychuk (ucraineană Анна Олегівна Музичук, transliterat: Anna Olehivna Muzîciuk; în slovenă Ana Muzičuk; n. 28 februarie 1990, Liov, RSS Ucraineană, URSS) este o jucătoare mare maestru la șah de origine ucraineană. Din 2004 până în 2014 a jucat pentru Slovenia. Ea este a patra femeie, după Judit Polgar, Humpy Koneru și Hou Yifan, care a trecut de coeficientul Elo de 2600, după ce a obținut un rating de 2606 în iulie 2012.
Muzychuk a câștigat Campionatul Mondial Feminin de Șah Rapid (în 2016) și de două ori Campionatul Mondial Feminin de Șah Blitz  (în 2014 și 2016).

## Cariera
Muzychuk a fost învățată să joace șah la vârsta de doi ani, de către părinții ei, ambii antrenori de șah profesionist. Ea a jucat primul ei turneu la cinci ani și în același an s-a plasat pe locul al doilea în Campionatul de Fete Junior (10 ani) din Regiunea Liov.
Din 1997 până în 2005, ea a câștigat mai multe medalii în Ucraina, Europene și Campionate Mondiale de Tineret. Ea a câștigat medalia de aur la Campionatul European de Fete Junior ( sub 10 ani) în 1998 și 2000, Campionatul Ucrainean de Fete Junior (sub 10 ani) în anul 2000, Campionatul Ucrainean și European de Fete Junior ( sub 12 ani) din 2002, Campionatul European de Fete Junior (sub 14 ani) în 2003 și 2004, Campionatul Mondial de Fete Junior (sub 16 ani) în 2005. A luat argintul la Campionatul European de Fete Junior ( sub 10 ani) în 1997 și 1999, Campionatul European de Fete Junior (sub 12 ani) în 2001, Campionatul Mondial de Fete Junior (sub 12 ani) în 2002 și Campionatul Mondial de Fete Junior (sub 14 ani) în 2004. Ea a fost medaliată cu bronz în Campionatul Mondial de Fete Junior (sub 10 ani) în anul 2000.
Ea a fost distinsă cu titlurile Woman FIDE Master în anul 2001 și Woman International Master în anul 2002.
În 2003, Muzychuk, a câștigat  de asemenea Campionatul Ucrainean Feminin. Ea a câștigat Campionatul  Ucrainean de Fete Junior (sub 20 ani) din 2004.
În 2004, Muzychuk a început să joace pentru Slovenia din coincidență: i s-a oferit un contract din partea Federației Slovenă de Șah și a fost susținută de aceasta de-a lungul următorilor zece ani. Ea a jucat pentru clubul din Ljubljana, iar din 2004, pentru Echipa Națională Olympiad Slovenian. Ea i-a reprezentat pentru prima dată la categoria junior și apoi în turnee, în acești ani devenind cea mai puternică jucătoare de șah feminin în Slovenia și cea de-a treia cea mai bună jucătoare de sex feminin din lume. Muzychuk a continuat să joace pentru Slovenia chiar și atunci când ea locuia în Stryi (Ucraina), iar sora ei mai mică, Mariya, a reprezentat de două ori echipa națională ucraineană.

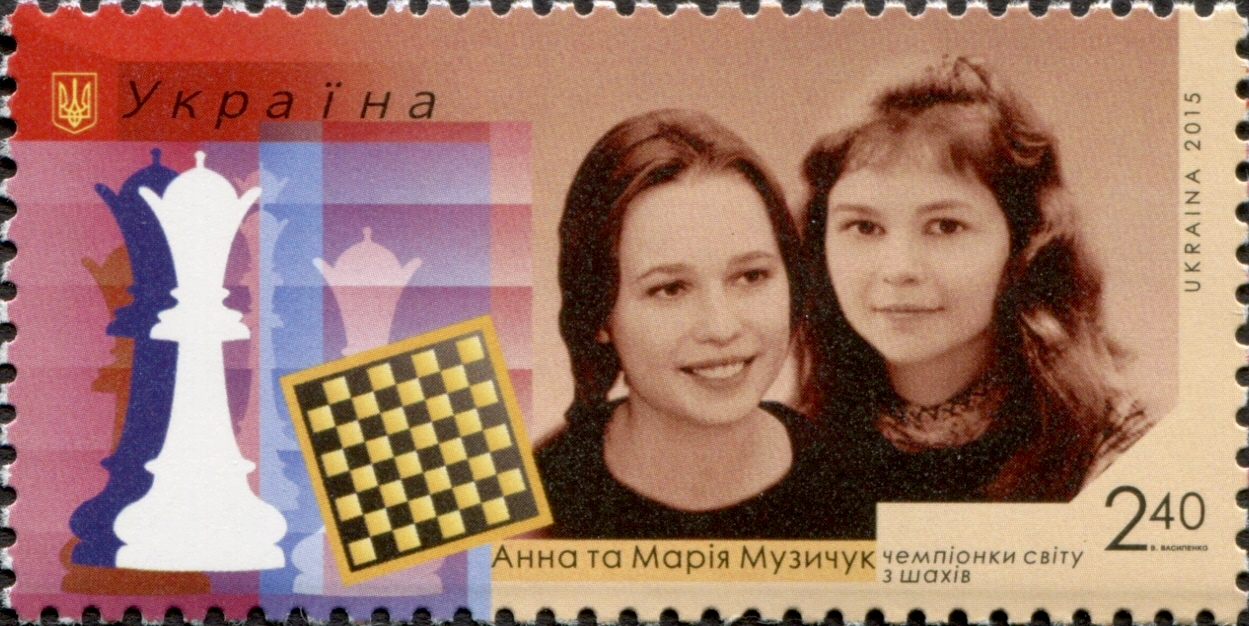
2015 timbru ucrainean cu surorile Muzychuk

În 2007, a câștigat Campionatul European Feminin de Șah Blitz  și a terminat a doua în Campionatul European Feminin de Șah Rapid, ambele competiții având loc în Predeal, România.
Muzychuk a fost distinsă cu titlurile de Maestru Internațional în anul 2007 și Mare maestru la șah în 2012.
În 2010, ea a jucat în Turneu de șah Corus, Grupa B, terminînd a 10-a, cu un scor de 5½/13 și o performanță de 2583. În același an, Muzychuk a câștigat Campionatul Mondial de Junioare în Chotowa, Polonia.
Ea a câștigat medalia de bronz la Campionat European Individual Feminin de Șah din 2012. În același an Muzychuk a luat parte la ACP Golden Classic în Amsterdam , împreună cu Vassily Ivanchuk, Gata Kamsky, Emil Sutovsky, Le Quang Liem, Krishnan Sasikiran și Baadur Jobava. A fost un turneu în care rata de joc a fost de două ore și jumătate pentru patruzeci de mutări urmate de o eventuală amânare. Ea a terminat a patra, cu scorul de 3/6 și un rating de performanță de 2721.
Muzychuk a terminat a patra în 2014 la turneul Tata Steel Challengers, scor 8/13 (+4=8-1). În aprilie 2014, Muzychuk a câștigat Campionatul Mondial Feminin Blitz. În luna mai 2014, s-a întors la Federația Ucraineană de Șah. Muzychuk a câștigat în 2014 Campionatul Ucrainean Feminin în Liov. În ianuarie 2016, a câștigat premiul întâi la turneul Masters de la Festivalul de Șah Tradewise Gibraltar.
În decembrie 2016, în Doha, ea a câștigat Campionatul Mondial Feminin de Viteză, și două zile mai târziu, ea și-a apărat titlul de campionă mondială Blitz.
În martie 2017, a terminat pe locul al doilea la Campionatul Mondial Feminin de Șah din 2017 de la Teheran.
În octombrie 2017, ea a câștigat Campionatul Feminin de Șah Rapid din Monte Carlo. În noiembrie 2017, ea a anunțat că va boicota Campionatul Federației Mondiale de Șah pentru 2017, care va avea loc în Arabia Saudită, din cauza regulilor Arabiei Saudite privind femeile. Pe pagina ei de Facebook, ea a comentat:
„În câteva zile voi pierde două titluri de Campioană Mondială - unul câte unul. Doar pentru că am decis să nu mă duc în Arabia Saudită. Să nu joc după regulile cuiva, să nu port abaya, să nu vreau să fiu însoțită când vreau să ies afară și, peste toate, să nu mă simt o creatură secundară.”

## Competiții
Muzychuk a jucat pe poziția principală pentru Slovenia la Olimpiadele Feminine de Șah din 2004, 2006, 2008, 2010 și 2012. La prima Olimpiadă, în 2004, ea a învins-o, printre alții, pe campioana mondială de atunci, Antoaneta Stepanova. În 2006, echipa Slovenă, cap de serie pe locul 17, a terminat pe locul al zecelea.
În 2014 la Olimpiada Feminină de Șah, Muzychuk a jucat pe poziția principală pentru echipa ucraineană, care a obținut locul al treilea după Rusia și China. În 2015, la Campionatul European Feminin de Șah pe Echipe ea a contribuit la obținerea medaliei de argint de către Ucraina. În 2016, la Olimpiada Feminină de Șah, echipa Ucrainei a câștigat medalia de argint și Muzychuk, de asemenea, a câștigat la individual medalia de aur pentru cea mai bună performanță.

## Câteva rezultate din competiții
- Locul 2 la International Women's Hungarian Championship în 2006.
- Locul 1 la Moscow Open Femei secțiunea feminin în 2008.
- Locul 1 la Scandinavian Ladies Open 2008.
- Locul 3 la Scandinavian Rapid Open 2008.
- Locul 1 la cupa Maia Chiburdanidze 2010.
- Locul 3 la Women's FIDE Grand Prix Rostov 2011.
- Locul 2 la Women's FIDE Grand Prix Shenzhen 2011.
- Locul 3 la Women's World Blitz Championship 2012.
- Locul 1 (partajat) la Women's FIDE Grand Prix Kazan 2012.

## Viața personală
Sora ei mai mică Mariya este Campioana Mondială la Șah în 2015.
Locuiește în Stryi cu părinții ei și sora ei.